# Инкубационен период
Инкубационен период (на латински: incubatio) е времето от заразяването на организма до появата на първите клинични признаци на заболяването. При различните заболявания този период е с различна продължителност и зависи от причинителя на болестта, засегнатия организъм, начина на проникване на причинителя в организма и др. Така например при грипа той е 1 – 4 дена, при коронавирусна болест 2019 е 2 – 14 дни, при тетануса е 7 – 21 дни, а при заболяванията от типа на спонгиформните енцефалопатии може да продължи няколко години. При заболяването куру при човека инкубационният период е между 10 – 13 години.